# Úbočí (Dolní Žandov)
Úbočí (deutsch Amonsgrün) ist ein Ortsteil der Gemeinde  Dolní Žandov.

## Geographische Lage
Úbočí ist im Süden und im Osten nicht auf einer Autostraße zu erreichen, und befahrbare Straßen gibt es nur nach Dolní Žandov und nach Podlesí, jeweils einen Kilometer und eineinhalb Kilometer entfernt. Es gibt einen Wanderweg nach Lazy (Perlsberg), gut sieben Kilometer lang.
An der Ostseite des Ortes beginnt der Kaiserwald.

## Geschichte
Die erste schriftliche Erwähnung des Dorfes stammt aus dem Jahr 1373.

## Kultur und Sehenswürdigkeiten
- Heilig-Kreuz-Kapelle
- Jüdischer Friedhof aus dem 19. Jahrhundert

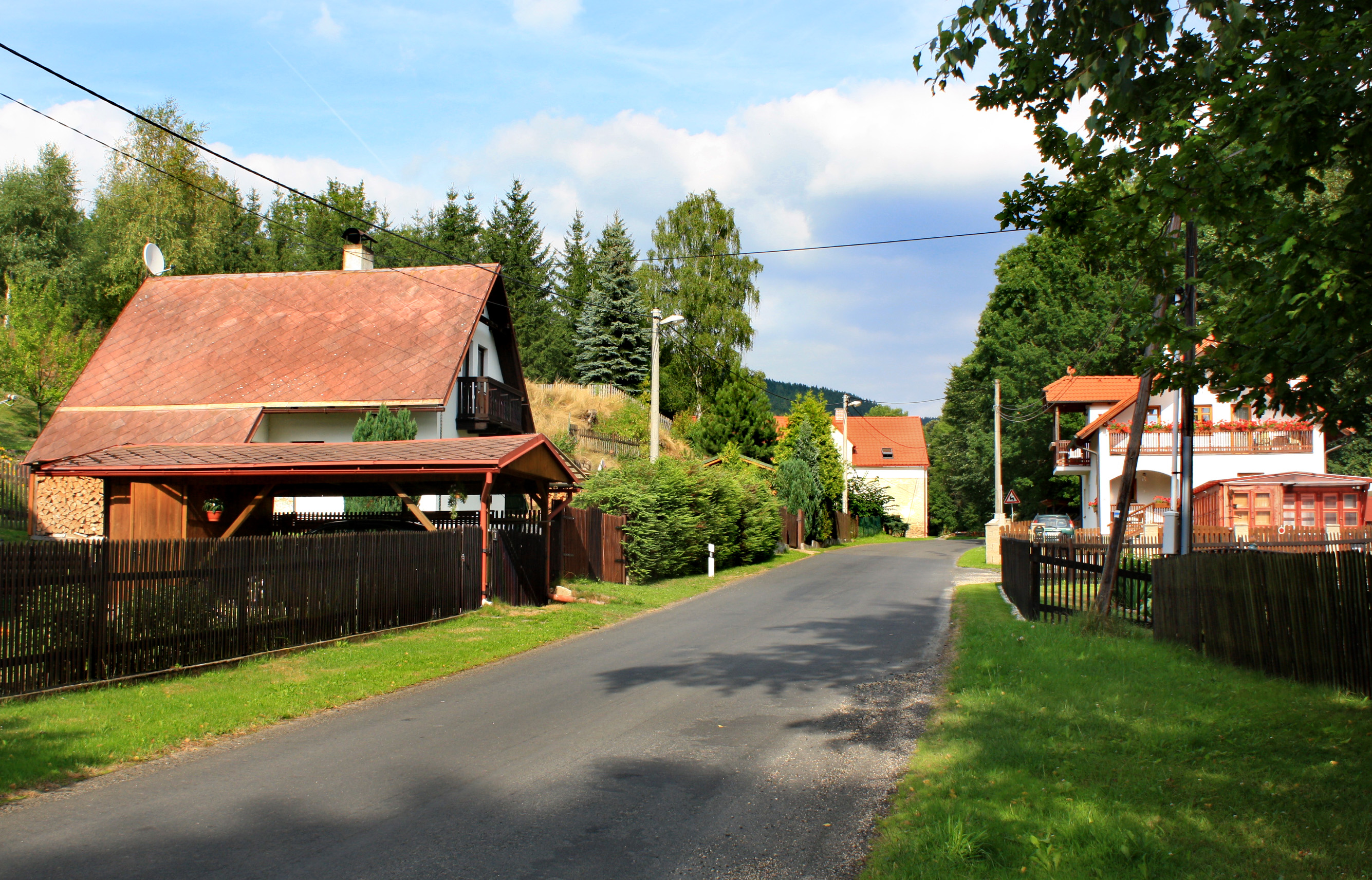
Westansicht des Dorfes
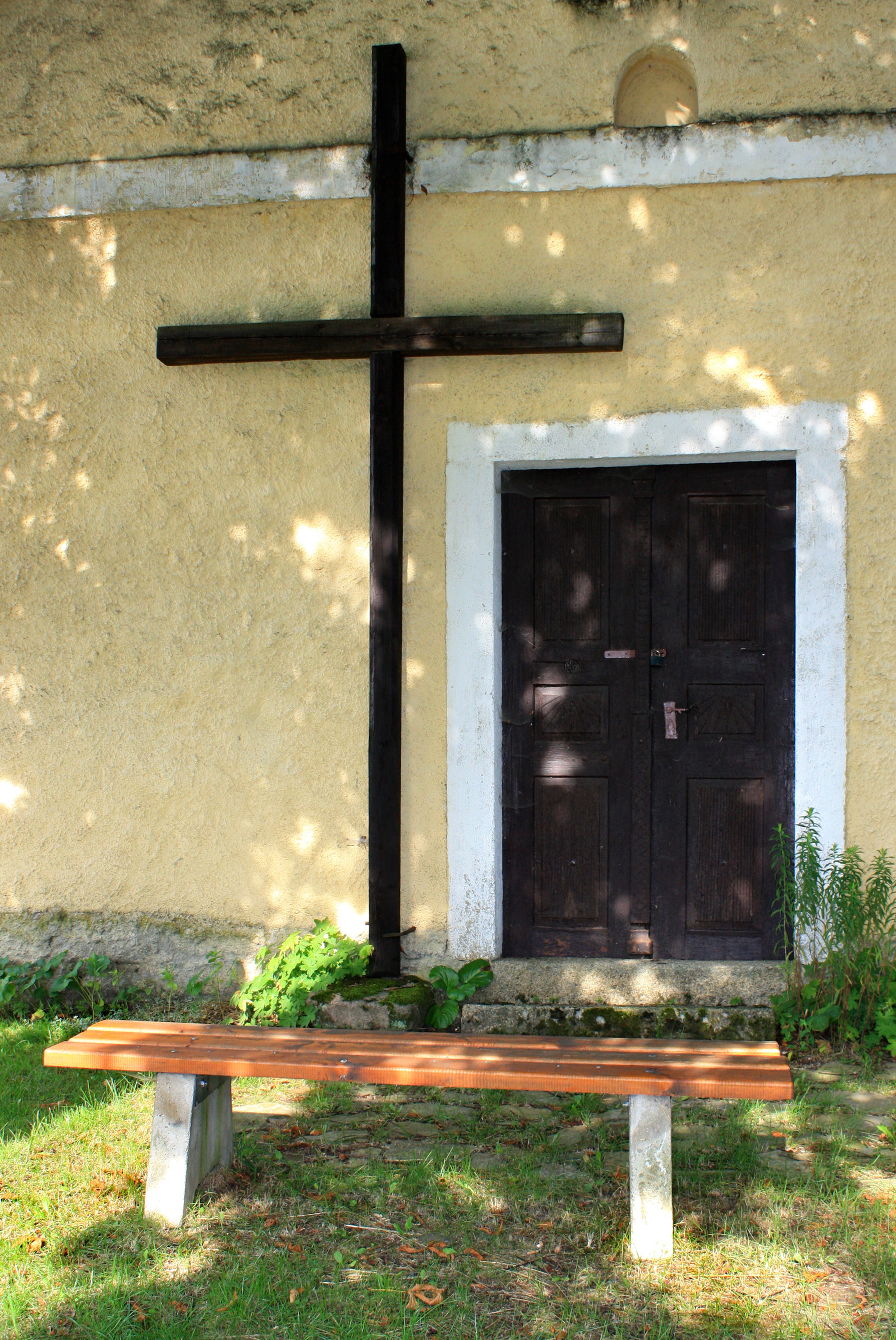
Kapelle zum Heiligen Kreuz
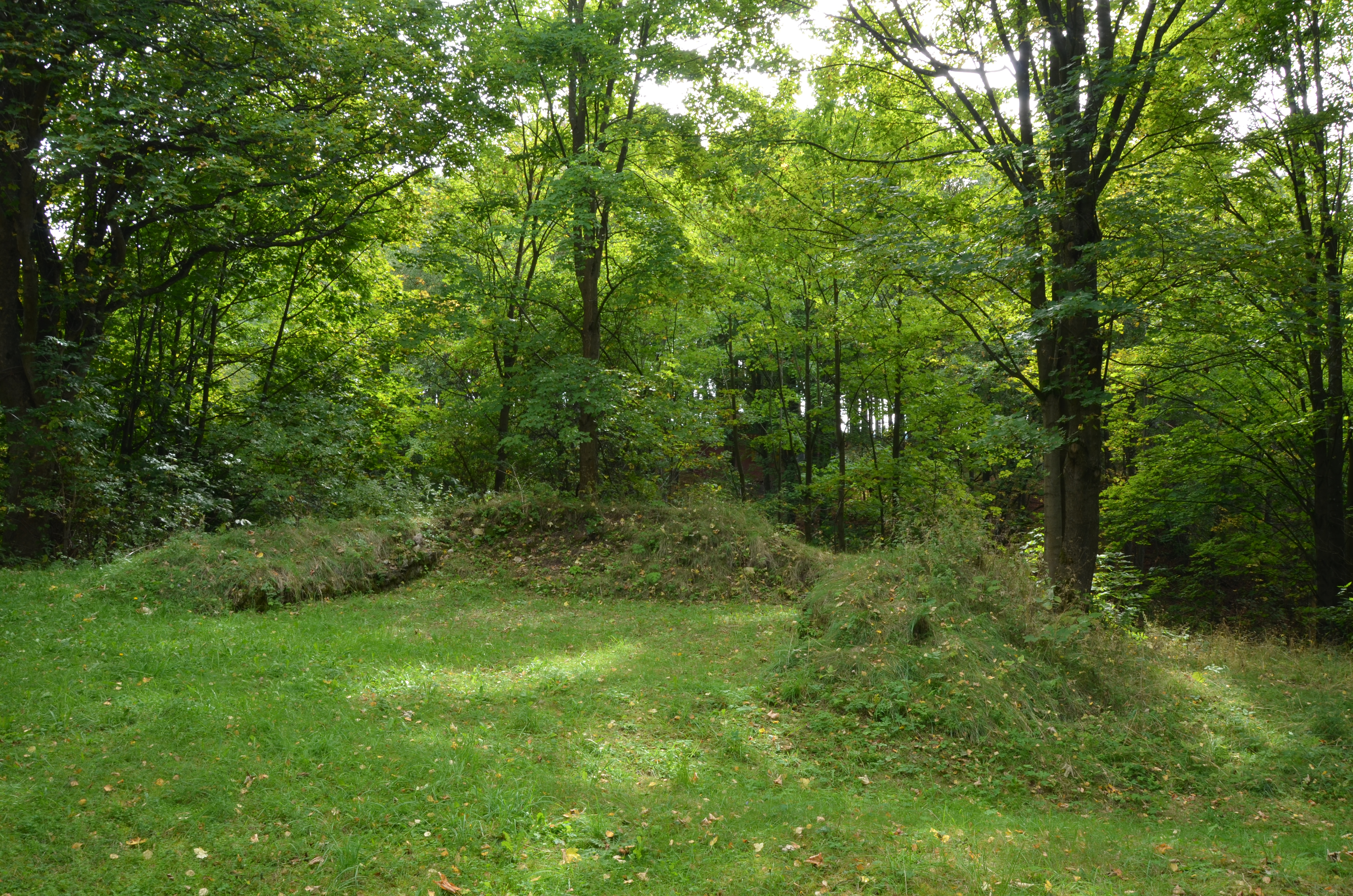
Burgruine Borschengrün